# Rubus pacificus
Rubus pacificus là loài thực vật có hoa trong họ Hoa hồng. Loài này được Hance miêu tả khoa học đầu tiên năm 1874.